# Карл фон Граффен
Карл фон Граффен (нім. Karl von Graffen; 6 червня 1893 — 1 листопада 1964) — німецький офіцер, генерал-лейтенант вермахту. Кавалер Лицарського хреста Залізного хреста.

## Біографія
Після закінчення кадетського корпусу 3 квітня 1911 року вступив в армію. Учасник Першої світової війни. Після демобілізації армії залишений в рейхсвері. З 15 жовтня 1935 року — ад'ютант, з 6 жовтня 1936 року — керівник випробувального штабу і регламенту артилерійського училища. З 1 жовтня 1939 року — консультант з питань артилерії і боєприпасів при генералі артилерії в командуванні сухопутних військ. 24 лютого 1941 року відправлений в резерв фюрера. З 8 березня 1941 року — командир 129-го артилерійського полку, з 28 листопада 1941 року — артилерійських частин 18-ї піхотної дивізії, з 27 березня 1942 року — 58-ї піхотної дивізії. 15 вересня 1943 року відправлений в резерв фюрера. З 22 вересня 1943 року — вищий артилерійський командир 316. З 26 квітня 1945 року — командир 76-го танкового корпусу. 8 травня 1945 року взятий в полон американськими військами. 18 травня призначений командиром табору військовополонених біля Ріміні, через 2 місяці переданий британцям. 3 березня 1948 року звільнений.

## Звання
- Фенріх запасу (3 квітня 1911)
- Фенріх (19 грудня 1911)
- Лейтенант (18 серпня 1912)
- Оберлейтенант (15 грудня 1917)
- Гауптман (1 лютого 1926)
- Майор (1 липня 1934)
- Оберстлейтенант (1 січня 1937)
- Оберст (1 жовтня 1939)
- Генерал-майор (1 липня 1942)
- Генерал-лейтенант (1 січня 1943)

## Нагороди
- Залізний хрест 2-го і 1-го класу
- Ганзейський Хрест (Гамбург)
- Орден Грифа, лицарський хрест
- Хрест «За військові заслуги» (Мекленбург-Шверін) 2-го і 1-го класу
- Хрест «За військові заслуги» (Австро-Угорщина) 3-го класу з військовою відзнакою
- Почесний хрест ветерана війни з мечами
- Медаль «За вислугу років у Вермахті» 4-го, 3-го, 2-го і 1-го класу (25 років)
- Застібка до Залізного хреста 2-го і 1-го класу
- Німецький хрест в золоті (24 грудня 1941)
- Медаль «За зимову кампанію на Сході 1941/42»
- Лицарський хрест Залізного хреста (13 серпня 1942)